# طريق الكافوري برج العرب
طريق الكافوري برج العرب طريق سريع وأحد الطرق الرئيسية داخل محافظة الإسكندرية بجمهورية مصر العربية، يربط بين منطقة الكافوري ومدينتي برج العرب وبرج العرب الجديدة بطول 27 كم وعرض 50 متر، تبلغ سعة الطريق في الاتجاه الواحد ثلاثة حارات مرورية مخصصة للسيارات، وحارتين مروريتين مخصصتين للنقل الثقيل، والسرعة القانونية 90 كم/ساعة للسيارات.
يبدأ الطريق شرقًا من التقاطع مع طريق القاهرة الإسكندرية الصحراوي في منطقة الكافوري، ويمتد غرباً حتى مدينتي برج العرب وبرج العرب الجديدة، ويمر الطريق على منطقة كينج مريوط كما يتقاطع مع عدة طرق فرعية أهمها الطريق المؤدي إلى محور المشير فؤاد أبو ذكري ومطار الإسكندرية الدولي، وكذلك الطريق المؤدي إلى مدينتي برج العرب القديمة والحمام، كما يمر الطريق على عدة معالم أهمها المنطقة الحرة العامة بالإسكندرية، مجمع شركة ميدور، ملعب برج العرب، والعديد من الفنادق والمجمعات السكنية.

## وصلات خارجية
- فيديو توضيحي عن الطريق على موقع يوتيوب.